# 원로원 (가봉)

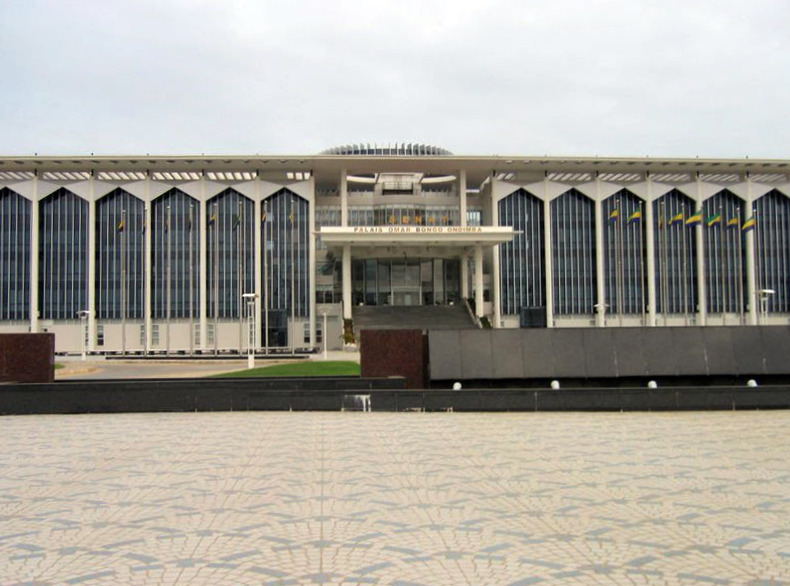
오마르 봉고 온딤바 궁전

원로원(프랑스어: Sénat)은 가봉 의회의 상원이다. 총 67명의 의원으로 구성되어 있으며, 이 중 52명은 단일 선거구에서 지방 및 행정구역 의원들에 의해 선출되고, 나머지 15명은 대통령이 임명한다. 임기는 6년이다. 2009년 선거부터 일부 선거구에서는 2명의 상원의원을 선출하고 있다.
2023년 총선 이후 나흘 만에 발생한 쿠데타로 인해 의회의 지위는 현재 불분명하다.

## 역사
1991년 헌법은 상원 설립을 규정하였으며, 이전에는 단원제인 국민의회만 존재했다. 상원 설립은 1994년 3월 18일에 승인되었으나, 실제 상원은 1997년에 처음으로 선거를 통해 의원을 선출하면서 출범하였다.
초대 상원 의장은 오마르 봉고 대통령의 오랜 측근이자 국내 정치 주요 인물인 조르주 라위리 (1932년~2006년)였다. 그는 2006년 사망할 때까지 이 직을 역임하였다.
그 후 상원 의장직은 마이네 민족 출신인 르네 라뎀비노 코니케가 이어받았다.
2009년 1월 18일, 상원 선거가 실시되었으며, 집권 가봉 민주당(PDG)이 다수 의석을 차지했다. 이 선거에서 상원 의원 정원은 91명에서 102명으로 늘어났다. 선거 후 로즈 프랑신 로그롬베가 상원 의장으로 선출되었다.